# Кишкино (Владимирская область)
Кишкино — опустевшее село в Александровском муниципальном районе Владимирской области России, входит в состав Андреевского сельского поселения.

## География
Село расположено в 8 км на север от центра поселения села Андреевского и в 20 км на восток от города Александрова.

## История
Церковь в селе Кишкине построена «на пустовой церковной оброчной земле» в 1714 году. Новопостроенная церковь была освящена во имя святого великомученика Никиты. Вместо этой деревянной церкви в 1807 году в Кишкине был устроен каменный храм с колокольней. Престолов в нем было два: в холодной во имя святого великомученика Никиты, в приделе теплом во имя святых бессеребренников Косьмы и Дамиана. Приход состоял из села Кишкина и деревни Каменки. В годы Советской Власти церковь была полностью разрушена.
В XIX и первой четверти XX века село входило в состав Андреевской волости Александровского уезда. В 1905 году в селе числилось 45 дворов.
С 1929 года село входило в состав Андреевского сельсовета Александровского района.

## Население
| 1859 | 1905 | 1926 | 2002 | 2010 | 2021 |
| ---- | ---- | ---- | ---- | ---- | ---- |
| 288  | ↗352 | ↘275 | ↘0   | →0   | →0   |